# مايكل دوبسون
مايكل ويليام رومسي دوبسون (بالإنجليزية: Michael Dobson)‏;(مواليد 13 مايو 1952), رجل أعمال ومصرفي بريطاني وَهوَ المُدير التنفيذي لِشرودرز بي إل سي وَهيَ شركة مُتعددة الجنسيات لإدارة الأصول.

## الحياة المهنية
من عام 1973 حتى عام 2000 م كان يَعمل في شركة مورجان جرينفيل وَالبنك الألماني حيثُ كان ضمن مجلس إدارة شركة مورجان جرينفيل من عام 1996 حتى عام 2000 وكان رئيس البنك الألماني من عام 1989 إلى عام 1996, وَخَدم كَرئيساً لِمجلس الإستثمار في جامعة كامبريدج, ومنذُ نوفمبر - تشرين الثاني مِن عام 2001 شغل منصب المُدير التنفيذي لِشركة شرودرز (PLC) وَهو أيضاً عضواً في اللجنة الاستشارية لصندوق الأوقاف ويُشارك في خطة التقاعد لموظفي صندوق النقد الدولي.

## الحياة الشخصية
مايكل دوبسون مُتَزوج وَلديه إبنتان، قال في إحدى مُقابلاته إنه في أوقات فراغه يَلعب التنس والغولف ويتمتع بالتزلج ومُشاهدة مُباريات مُنتَخب تشيلسي الإنجليزي.